# 和久井映見 もう一つのおもちゃ箱
和久井映見 もう一つのおもちゃ箱（わくいえみ もうひとつのおもちゃばこ）は、1990年4月14日から1991年4月7日まで、ニッポン放送で放送されていたラジオ番組。
放送時間は毎週土曜日 21:30 - 22:00。

## 概要
和久井映見にとって初めてのラジオレギュラー番組。オープニングテーマ曲やジングルにはクラシック音楽が使われていた。エンディングテーマは和久井自身の曲『シンプルな理由』（ファーストシングル『マイ・ロンリィ・グッバイ・クラブ』のカップリング曲）。
後に、はがきを読まれたリスナーに贈られるノベルティグッズとして、小さいゴルフシューズのキーホルダー（小さなゴルフクラブ、ゴルフボール、ティーも付いたもの。赤、青、黄、ピンクの四色）が製作された。
なお、当初の番組タイトルは和久井がファゴット演奏が趣味だったことに因み「もう一つのファゴット」に内定していたが、この番組タイトルに変更となっている。

## 主なコーナー
映見の内緒話
- 選ばれたリスナーが和久井と直接電話で話が出来るコーナー[2]。

花の業界カタログ
おなかにいい話
- 料理のおいしい食べ方や、おいしい店など食に関する情報を紹介[4][5]。

ズッコケ体験レポート
楽器演奏コーナー
- ファゴットのような珍しい楽器の演奏を、リスナーと一緒に電話を通じて行うコーナー[6]。
  - 他

## ゲスト
- 中山美穂 （1990年6月9日）
- BAKU （1991年2月16日）
  - 他